# 革命党 (坦桑尼亚)
革命党（缩写为CCM）是坦桑尼亚的一个政党。
革命党成立于1977年2月5日，由原坦噶尼喀地区的坦桑尼亚非洲民族联盟和桑给巴尔地区的非洲-设拉子党合并而成，首任主席是朱利叶斯·尼雷尔。该党成立后，即为坦桑尼亚执政党，并保持执政地位至今。
1992年7月1日以前，坦桑尼亚實行一黨制，革命党是坦桑尼亚唯一的合法政党。
革命党原来奉行乌贾马社会主义。1990年代开始，该党的意识形态转向温和，致力于与邻国友好相处，推行社會改良路線。